# Hyllie församling
Hyllie församling är en församling i Malmö kontrakt i Lunds stift. Församlingen ligger i Malmö kommun i Skåne län och ingår i Malmö pastorat.

## Administrativ historik
Församlingen återbildades 1969 genom en utbrytning ur Limhamns församling och utgjorde därefter till 2014 ett eget pastorat Församlingen införlivade 2014 huvuddelen av Kulladals församling samt mindre delar av Oxie församling,  Eriksfälts församling, Limhamns församling, Malmö S:t Johannes församling och Bunkeflo församling. En mindre del av församlingen övergick även till Limhamns församling. Församlingen ingår från 2014 i Malmö pastorat.

## Kyrkor
- Hyllie kyrka
- Sankt Mikaels kyrka